# Мартін Шкоула
Мартін Шкоула (чеськ. Martin Škoula; 28 жовтня 1979, м. Літомержіце, ЧССР) — чеський хокеїст, захисник. 
Вихованець хокейної школи ХК «Літвінов». Виступав за «Літвінов», «Беррі Колтс» (ОХЛ), «Герші Берс» (АХЛ), «Колорадо Аваланш», «Анагайм Дакс», «Даллас Старс», «Міннесота Вайлд», «Піттсбург Пінгвінс», «Нью-Джерсі Девілс», «Авангард» (Омськ), «Лев» (Прага).
В чемпіонатах НХЛ — 776 матчів (44+152), у турнірах Кубка Стенлі — 83 матчі (1+13). В чемпіонатах Чехії — 48 матчів (4+15), у плей-оф — 7 матчів (0+0).
У складі національної збірної Чехії учасник зимових Олімпійських ігор 2002 (4 матчі, 0+0), учасник чемпіонатів світу 2004, 2006 і 2011 (25 матчів, 1+4), учасник Кубка світу 2004 (2 матчі, 0+0). У складі молодіжної збірної Чехії учасник чемпіонату світу 1998. У складі юніорської збірної Чехії учасник чемпіонату Європи 1997.
Досягнення
- Срібний призер чемпіонату світу (2006), бронзовий призер (2011)
- Володар Кубка Стенлі (2001)
- Срібний призер чемпіонату Росії (2012)
- Учасник матчу усіх зірок КХЛ (2011).